# Incidentalna apendektomija
Incidentalna apendektomija ili slučajna apendektomija je hirurška procedura koja se radi u sklopu drugih zahvata bez dokaza o akutnom zapaljenju crvuljka, i obično se izvodi da bi se eliminisao rizik od budućeg zapaljenja crvuljka. O rizicima i prednostima slučajne apendektomije tokom različitih operacija, posebno onih kod dece, raspravlja se više od jednog veka, i danas ima svoje zagovornike i protivnike. Zato je potrebno metodu preispitati u svetlu inovacija u medicinskoj praksi, uključujući minimalno invazivnu hirurgiju, poboljšane tehnike snimanja itd. U eri minimalno invazivne hirurgije u kojoj su traume tkiva i stvaranje ožiljka nakon laparoskopske operacije minimalni, tako da sledeću operaciju u istoj regiji nije teško ponovo uraditi, odluke o incidentalnoj apendektomiji su sve ređe. Međutim kod operacija kod kojih je nekad po pravilu bila indikovana i apendektomija, poput operacije Mekelovog divertikuluma, intususcepcije, to nije slučaj.

## Preporuke za incidentalnu apendektomiju
Imajući u vidu da je doživotni rizik od akutne upale crvuljka 6-7%, odluku o apendektomiji za vreme neke druge operacije u trbuhu trebalo bi doneti u odnosu na: vrstu operacije koja se radi, istorije bolesti pacijenta, starosti pacijenta (prvenstveno kos osoba mlađih od 35 godina) prema sledećim preporukama navedenih u donjoj tabeli:
| Oboljenje (procedura)                       | Preporuka za apendektomiju                                                                                     |
| ------------------------------------------- | --- |
| Malrotacija. Laddova procedura              | Preporučuje se                                                                                                 |
| Kongenitalna dijafragmalna hernija          | Može se preporučiti zbog malrotacije ukoliko anomalija nije komplikovana ili se ne koristi sintetski materijal |
| Onkološka hirurgija                         | Opciono, da bi se kasnije izbegla sumnja na postojanje akutnog apendicitisa, ali ne i kod Wilmsovog tumora     |
| Ginekološka hirurgija                       | Preporučuje se                                                                                                 |
| Kloaka, anorektalne anomalije               | Ne preporučuje se zbog moguće inkontinencije                                                                   |
| Hidrocefalus i druga neurološka stanja      | Ne preporučuje se zbog moguće inkontinencije                                                                   |
| Mekonijalni ileus                           | Ponekad, ako je potrebno ispirati čvrsti mekonijum                                                             |
| Hronićna konstipacija i Hiršprungova bolest | Ne preporučuje se zbog moguće inkontinencije                                                                   |
| Slučajno otkriven fekalitet                 | Opciono, u zavisnosti od stanja pacijenta                                                                      |
| Ulcerozni kolitis i Kronova bolest          | Trenutno se ne preporučuje                                                                                     |
| Bilijarna atrezija i holedohalne ciste      | Ne preporučuje se zbog moguće upotrebe apendiksa za rekonstrukciju bilijarnog trakta                           |
| Eksploracija (trauma)                       | Opciono, u zavisnosti od stanja pacijenta                                                                      |

Kod pacijenata starijih od 35—50 godina incidentalna apendektomija je prema podacima iz literature kontroverzna, a kod pacijenata starijih od 50 godina nije opravdana.

## Kontraindikacije
Incidentalna apendektomija je kontraindikovana kod svih pacijenata gde se očekuje razvoj fekalne ili urinarne inkontinencije zbog moguće buduće upotrebe crvuljka u operativnom rešavanju fekalne ili urinarne inkontinencije.

## Suprotstavljeni stavovi
Stavovi zagovornika
Zagovornici ove opcije smatraju da je ova operacija:
- Jednostavna, sa niskim morbiditetom,
- Da se pacijent ne izlažen dodatnom riziku anestezije.

Kao dodatni razlozi kojima bi se mogla opravdati ova vrsta apendektomije, njeni zagovornici navode i:
- redukciju visokog procenta postojanja inflamacije crvuljka,
- redukciju druge patologiju u histološkim uzorcima,
- smanjenju nejasnoću u postavljanju dijagnoze u kasnijem periodu, ukoliko bi se razvio akutno zapaljenje crvuljka.

Stavovi protivnika
Protivnici incidentalna apendektomija smatraju da se ovom intervencojom:
- nepotrebno povećava rizik od infekcije, u inače  „čistoj” operaciji.
- otvara organa koji sadrži koliformne bakterije,
- produžava se trajanje operacije i
- povećava postoperativni morbiditet.[2]

## Literatura
- Fisher, K. S.; Ross, D. S. (јул 1990). „Guidelines for therapeutic decision in incidental appendectomy”. Surg Gynecol Obstet. 171 (1): 95—98. PMID 2193415.
- Nockerts, S. R.; Detmer, D. E.; Fryback, D. G. (август 1980). „Incidental appendectomy in the elderly? No”. Surgery. 88 (2): 301—306. PMID 7394710.
- Wolff, B. G. (април 1995). „Current status of incidental surgery”. Dis Colon Rectum. 38 (4): 435—441. PMID 7720456. doi:10.1007/BF02054237.

|  | Molimo Vas, obratite pažnju na važno upozorenje u vezi sa temama iz oblasti medicine (zdravlja). |